# والیس بینی‌سیاه
والیس بینی‌سیاه (آلمانی: Walliser Schwarznasenschaf) یک نژاد پرورشی گوسفند است که اصالت آن برگرفته از کانتون وله در سوئیس است.